# Clusia platystigma
Clusia platystigma là một loài thực vật có hoa trong họ Bứa. Loài này được Eyma mô tả khoa học đầu tiên năm 1932.